# أنطونيو دوك
أنطونيو دوك (بالإسبانية: Antonio Duque)‏ هو دراج مكسيكي، ولد في 13 نوفمبر 1939.

## وصلات خارجية
- أنطونيو دوك على موقع أرشيف الدراجات (الإنجليزية)
- أنطونيو دوك على موقع أوليمبيديا (الإنجليزية)